# LOCKS
『LOCKS』（ロックス）は、GARNET CROWの6枚目のアルバム。2008年3月12日に発売。

## 解説
前作『THE TWILIGHT VALLEY』から1年5ヶ月振りとなるアルバム。初回限定盤A（CD＋DVD）、初回限定盤B（CD＋DVD）、通常盤（CDのみ）の合計3形態でのリリースとなる（3形態同時発売は初）。なお、パッケージのジャケットやレーベルデザイン等はそれぞれ異なるが、CDの収録内容は3形態共通である。初回限定盤に付属するDVDの収録内容はAとBそれぞれ異なっており、初回限定盤AのDVDには2007年10月20日に京都・仁和寺で行われたスペシャルライブから3曲が、初回限定盤BのDVDにはPV3曲が、それぞれ収録されている。
本作のリリースは前年に発売されたシングル「世界はまわると言うけれど」に封入されていたフライヤーで告知されていたが、「LOCKS（仮）」と仮タイトルであり、発売日も2008年初春だった。その後2008年1月に公式ホームページで正式なタイトルと発売日が発表された。2008年2月13日にはGARNET CROWのオフィシャルサイト内に『LOCKS』特設サイトがオープンし、アルバム紹介の他、中村由利によるライナーノーツ等が公開された。
作品のテーマとして「ピュア」と「エバーグリーン」を掲げており、中村曰く「愛を込めたアルバム」と語っている。タイトルは中村曰く「リスナーと自分たちの音楽とがいつまでも繋がっていられるように、ロック（施錠）されているという思いを込めて付けた」「6枚目とロックの語感を掛けた」とコメントしている。
また発売に際して、TSUTAYA各店舗での予約先着購入特典としてアナザージャケット仕様のTSUTAYA onlineアクセスカードが配布される他、TSUTAYAおよびTSUTAYA onlineとの連動キャンペーンが行われた。
初回限定盤AのDVDに収録されている仁和寺でのスペシャルライブは、完全版での発売の要望が多かったため同年12月17日にライブDVD『GARNET CROW Special live in 仁和寺』が発売された。また、初回限定盤BのDVDに収録されている「もう一度 笑って」のPVは本作のために撮り下ろされたもので、撮影時の様子は『LOCKS』特設サイトにて公開された。

## 収録曲
1. 最後の離島
2. 涙のイエスタデー (album ver.)
25thシングルのアルバムバージョン。読売テレビ・日本テレビ系アニメ『名探偵コナン』オープニングテーマ。
サビがAメロ前に配置されており、『名探偵コナン』で使われていたものに近いアレンジとなっている。
3. 世界はまわると言うけれど
26thシングル。読売テレビ・日本テレビ系アニメ『名探偵コナン』エンディングテーマ
4. もう一度 笑って
TBS『デジ@缶』2008年3月度エンディングテーマ
5. この手を伸ばせば (album ver.)
24thシングル「風とRAINBOW／この手を伸ばせば」収録曲のアルバムバージョン。テレビ東京系アニメ『メルヘヴン』エンディングテーマ
6. doubt
7. 風とRAINBOW
24thシングル「風とRAINBOW／この手を伸ばせば」収録曲。テレビ東京系アニメ『メルヘヴン』オープニングテーマ
8. ふたり
9. Mr.Holiday
10. The first cry
11. Love is a Bird

## 収録内容
| 全作詞: AZUKI七、全作曲: 中村由利、全編曲: 古井弘人。 |                                   |         |            |      |
| #                                                     | タイトル                          | 作詞    | 作曲・編曲 | 時間 |
| 1.                                                    | 「最後の離島」                    | AZUKI七 | 中村由利   | 3:45 |
| 2.                                                    | 「涙のイエスタデー (album ver.)」 | AZUKI七 | 中村由利   | 5:05 |
| 3.                                                    | 「世界はまわると言うけれど」      | AZUKI七 | 中村由利   | 4:43 |
| 4.                                                    | 「もう一度 笑って」               | AZUKI七 | 中村由利   | 5:11 |
| 5.                                                    | 「この手を伸ばせば (album ver.)」 | AZUKI七 | 中村由利   | 5:02 |
| 6.                                                    | 「doubt」                         | AZUKI七 | 中村由利   | 4:09 |
| 7.                                                    | 「風とRAINBOW」                   | AZUKI七 | 中村由利   | 3:37 |
| 8.                                                    | 「ふたり」                        | AZUKI七 | 中村由利   | 5:17 |
| 9.                                                    | 「Mr.Holiday」                    | AZUKI七 | 中村由利   | 3:50 |
| 10.                                                   | 「The first cry」                 | AZUKI七 | 中村由利   | 5:45 |
| 11.                                                   | 「Love is a Bird」                | AZUKI七 | 中村由利   | 4:25 |
| 合計時間:                                             | 合計時間:                         | 50:49   |            |      |

## 初回特典DVD収録内容

### 初回限定盤A /『GARNET CROW Special live in 仁和寺』
| #  | タイトル                     | 作詞 | 作曲・編曲 |
| -- | ---------------------------- | ---- | ---------- |
| 1. | 「まぼろし」                 |      |            |
| 2. | 「Holy ground」              |      |            |
| 3. | 「世界はまわると言うけれど」 |      |            |

### 初回限定盤B /Music Clip
| #  | タイトル                     | 作詞 | 作曲・編曲 |
| -- | ---------------------------- | ---- | ---------- |
| 1. | 「世界はまわると言うけれど」 |      |            |
| 2. | 「涙のイエスタデー」         |      |            |
| 3. | 「もう一度 笑って」          |      |            |